# Huisterheide
Huisterheide (Fries: Hústerheide) is een huisnaam, streeknaam en mogelijk buurtschap in de gemeente De Friese Meren, in de Nederlandse provincie Friesland. Huisterheide lag aan de gelijknamige weg tussen Sint Nicolaasga en Scharsterbrug.

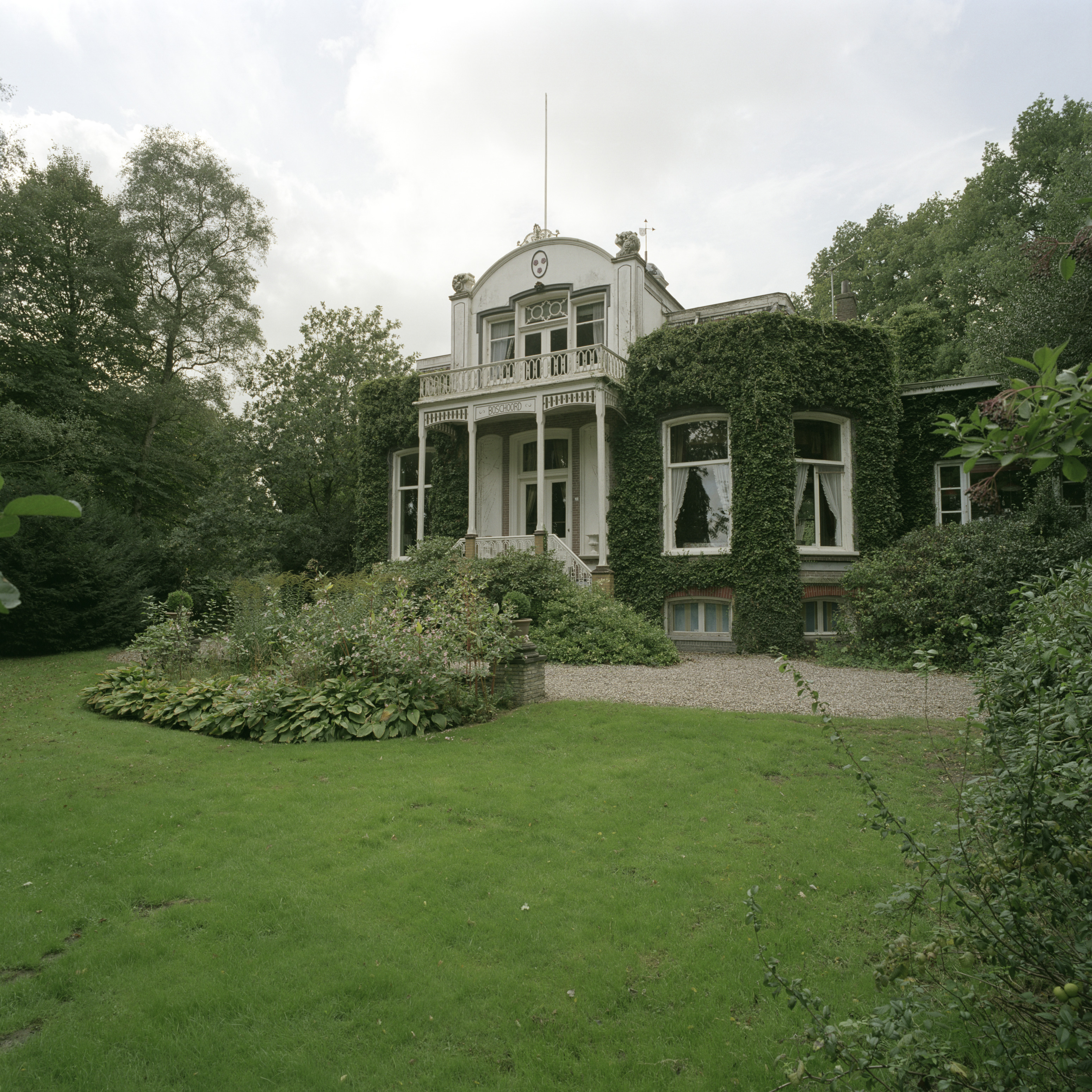
Boschoord

Tussen de 17e en 19e eeuw werden hier een herberg en enkele statige huizen gebouwd. De herberg lag aan de belangrijke verbindingsweg tussen Sint Nicolaasga en Joure. Deze herberg heette Huis ter Heide. De herberg werd in 1956 gesloten en gesloopt. 
Huisterheid ligt tegen de Vegilinbosschen, die van oorsprong waren aangelegd om verwildering van het landschap te voorkomen. Sinds de 19e eeuw zijn de bossen voor recreatief gebruik. 